# Okres Sieradz
Okres Sieradz (polsky Powiat sieradzki) je okres v polském Lodžském vojvodství. Rozlohu má 1491,04 km² a v roce 2020 zde žilo 116 918 obyvatel. Sídlem správy okresu je město Sieradz.

## Gminy
Městská:
- Sieradz

Městsko-vesnické:
- Błaszki
- Warta
- Złoczew

Vesnické:
- Brąszewice
- Brzeźnio
- Burzenin
- Goszczanów
- Klonowa
- Sieradz
- Wróblew

## Města
- Błaszki
- Sieradz
- Warta
- Złoczew

## Sousední okresy
| Růžice kompasu | Kalisz, Turek         | Turek         | Poddębice    | Růžice kompasu |
| Růžice kompasu | Kalisz                | Sever         | Zduńska Wola | Růžice kompasu |
| Růžice kompasu | Kalisz                | Okres Sieradz | Zduńska Wola | Růžice kompasu |
| Růžice kompasu | Kalisz                | Jih           | Zduńska Wola | Růžice kompasu |
| Růžice kompasu | Ostrzeszów, Wieruszów | Wieluń        | Łask         | Růžice kompasu |